# Lights Out (chanson)
Pour les articles homonymes, voir Lights Out (homonymie).
Singles de POD
Goodbye for Now
(2006) Going in Blind
(2006)
Pistes de Testify
Roots in Stereo If You Could See Me Now
Lights Out est le second single issu de l'album Testify de POD.
Il est présent sur la bande originale des films TMNT : Les Tortues Ninja (TMNT), Scary Movie 4 et dans la bande annonce de Superman Returns.
Il a été le thème officiel pour les Survivor Series 2005 produit par la World Wrestling Entertainment. 
Il est aussi présent dans le jeu 2K Sports College Hoops 2009. Il est utilisé comme musique d'entrée du combattant UFC Chris Lytle.
Le morceau a aussi été nommé dans la catégorie Chanson de l'Année, lors des San Diego Music Awards.
Une version remixé est présente sur la bande son du jeu Forza Motorsport 2. 